# Paul John James
Paul John James (Cardiff, 11 novembre 1963) è un allenatore di calcio ed ex calciatore canadese, di ruolo centrocampista.

## Carriera

### Nazionale
Ha partecipato, con la rappresentativa canadese ai Giochi olimpici 1984 e alla fase finale del campionato del mondo 1986.

## Palmarès

### Giocatore

#### Competizioni nazionali
- Campionato messicano: 1

Monterrey: 1986